# Ignazio Danti

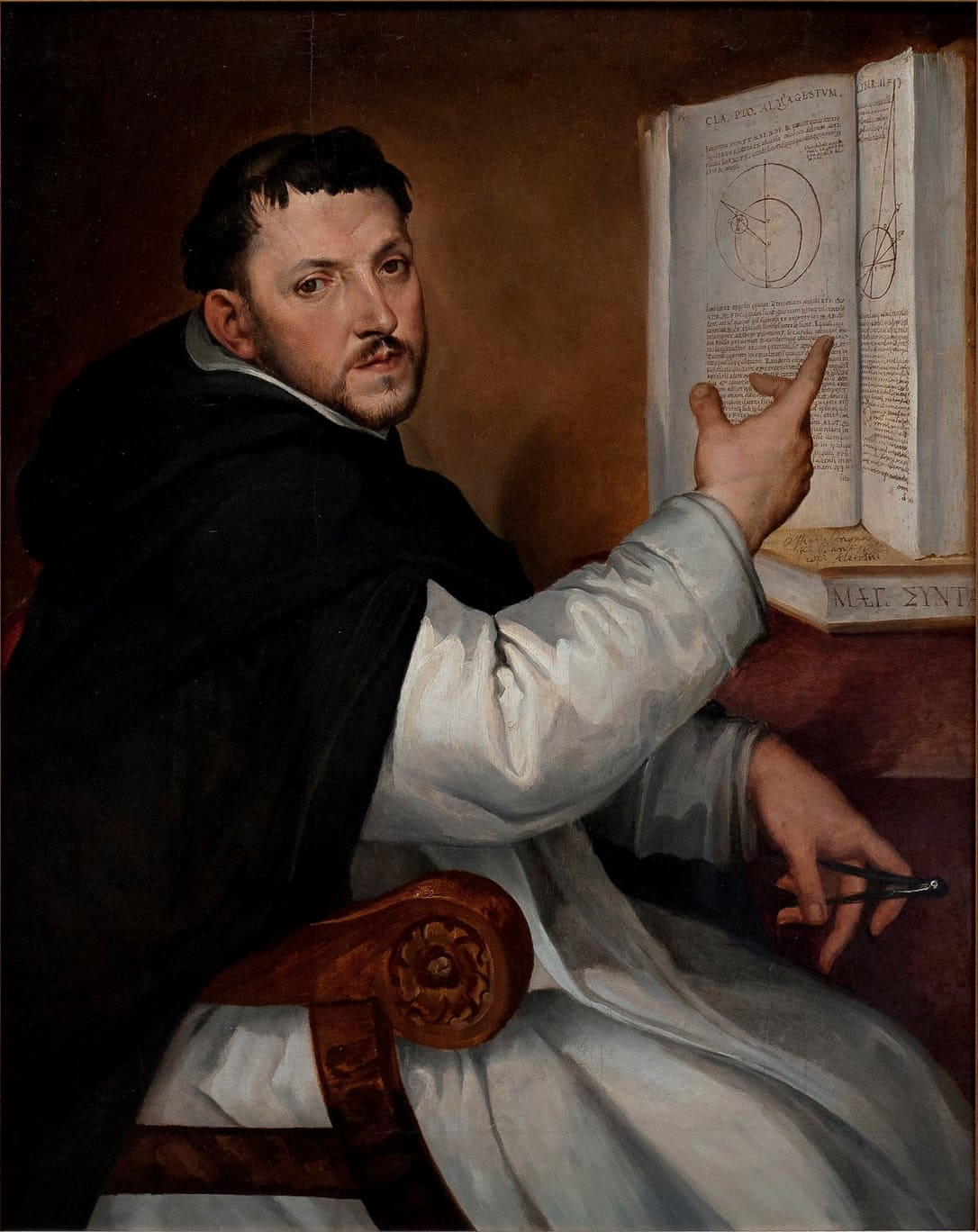
Ignazio Danti

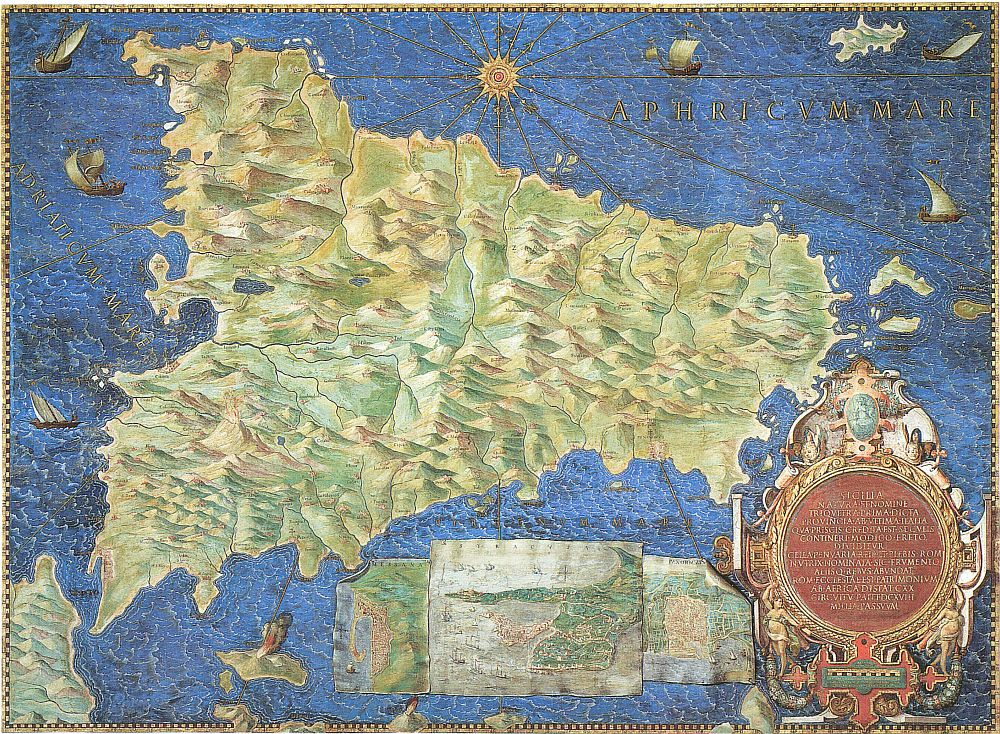
Sizilien auf einer Karte von Ignazio Danti

Ignazio Danti (* April 1536 in Perugia; † 19. Oktober 1586 in Alatri; auch Egnatio oder Egnazio Danti, geboren als Pellegrino Rainaldi Danti) war ein italienischer Mathematiker, Astronom, Kosmologe und Kartograph.

## Herkunft, Kindheit und Ausbildung
Danti entstammte einer wohlhabenden Familie aus Perugia. Sein Vater Giulio Danti (1500–1575) war Architekt und ein Schüler von Antonio da Sangallo dem Älteren. Mit 16 Jahren wurde Egnazio gemeinsam mit seinem älteren Bruder Vincenzo nach Rom geschickt, um in der Werkstatt von Panfilo di Marchesi in die Goldschmiedekunst eingeführt zu werden. Die Werkstatt befand sich in der Via del Pellegrino, unweit des Campo de’ Fiori. Doch Egnazio entschloss sich bald zum Eintritt als Novize in das Kloster San Domenico in Perugia. Am 7. März 1555 wurde Danti in den Dominikanerorden aufgenommen und übernahm den Ordensnamen Ignazio. Das Leben im Konvent bot ihm zahlreiche Vorteile: er fand eine Bibliothek vor, die das aktuelle Wissen seiner Zeit widerspiegelte, und er widmete sich dort dem Studium der freien Künste.

## Die Jahre in Florenz
Nach dem Abschluss des ‚Studium generale‘ in Perugia kam Danti 1562 ins Kloster San Marco nach Florenz, später ins Florentiner Reformkloster Santa Maria Novella. In diesem Kloster wurde geduldet, dass die Brüder individuellen Tätigkeiten nachgingen und im Besitz ihrer Güter blieben, weshalb dieser Konvent in der Hierarchie der Dominikanerklöster weniger hoch angesehen war als etwa San Domenico in Perugia. Götze hat die Vermutung geäußert, dass Danti nach Florenz berufen wurde, um den Orden der Stefansritter mit astronomischen Gerätschaften auszustatten.
In Florenz gewann Danti rasch die Gunst der Aristokratie. Über seinen Bruder Vincenzo Danti, über Pietro Vettori und schließlich über Sforza Almeni, den Berater von Cosimo I., gelangte Egnazio wohl 1562 an den Hof Cosimos I. Er unterrichtete dort die Sprösslinge der Familien de’ Medici und Strozzi in Mathematik und führte diese in die Kosmologie des Ptolemaios sowie in die Geometrie des Euklid ein. Am 21. Juli 1571 schrieb Cosimo I. dem Generalminister der Dominikaner, dass er wünsche, den Kosmografen gelegentlich in seiner Nähe zu haben. Als leitender Kosmograf (primario cosmografo) sowie Lehrer des Großherzogs der Toskana (maestro e cosmografo del Serenissimo Gran Duca di Toscana) hatte Danti schließlich ab Juli 1571 das Privileg, in unmittelbarer Nähe des Großherzogs, im Palazzo Pitti, zu wohnen. Im Herbst desselben Jahres erhielt Danti auch einen Lehrauftrag an der dortigen Akademie (studio).
Im September 1563 nahm er auf Einladung von Cosimo I., dem Herzog der Toskana, an einem wissenschaftlichen Projekt zur Kartographie teil. Dantis Bruder Vincenzo Danti war Bildhauer an Cosimos Hof, deshalb ist es gut möglich, dass ihm das half, den Auftrag zum kartographischen Projekt zu bekommen. In den nächsten Jahren fertigte er über 30 Karten an. 1574 entdeckte er die 11-Tage-Lücke zwischen dem julianischen Kalender und dem Sonnenjahr. Daraufhin wurde er ein wichtiger Fürsprecher der gregorianischen Kalenderreform.

## Die Jahre in Bologna
Nach dem Tod Cosimos musste Danti Florenz verlassen und wurde 1575 Professor in Bologna. Hier wurde er durch den von ihm errichteten Gnomon in der Basilika San Petronio bekannt. Ab 1580 arbeitet er für Papst Gregor XIII. als Kartograph. Als Anerkennung wurde er 1583 zum Bischof von Alatri ernannt.

## Die Jahre in Rom
Ab 1580 arbeitete Danti für Papst Gregor XIII. in Rom.

### Danti als Mitglied der Kommission zur Umsetzung der Gregorianischen Kalenderreform
Die schließlich 1582 umgesetzte Gregorianische Kalenderreform basierte auf einem Entwurf von Aloisius Lilius (um 1510–1576), der allerdings noch vor der Umsetzung seines Vorhabens verstarb. Seinen Vorschlag, der auf einer einmaligen Auslassung von 10 Tagen und einer neuen Schaltjahresordnung basierte – Letztere sollte auf einem 400-Jahre-Zyklus beruhen –, hatte dessen Bruder und Leibarzt des Papstes, Antonius Lilius, in die von Gregor XIII. eingesetzte Kommission eingebracht. Die Kommission unterstützte den Entwurf von Lilius und ließ davon ausgehend durch Ciaconus, ein Mitglied des Gremiums, einen zur Umsetzung bestimmten Vorschlag ausarbeiten, welcher Ende 1577 unter dem Titel Compendium novae rationis restituendi kalendarium an zahlreiche Fürsten, Erzbischöfe und Universitäten in ganz Europa „behufs Einholung von Gutachten“, wie Friedrich Karl Ginzel ausführte, versendet wurde. Capone schreibt, gestützt auf Armellini, dass Danti, der erst ab 1580 als ständiges Mitglied der Kommission fungierte, faktisch gezwungen war, die bereits gefasste Meinung des Rates zu stützen. Er habe sich anfänglich für andere Maßnahmen zur Lösung des Problems eingesetzt, für eine definitive Lösung, die keine zukünftigen Anpassungen nötig werden lasse, wie Capone berichtet. Danti musste aber gleichzeitig auch gestehen, dass sich der Reformvorschlag als einfach und genau herausgestellt habe.
Dass Danti beim Vollzug der Kalenderreform eine Rolle gespielt hat, darauf wurde schon vielfach hingewiesen und am prominentesten zeugt davon die Memorialtafel in der Kathedrale von Alatri, wo explizit auf seine Verdienste zur Umsetzung der Kalenderreform verwiesen wird. Doch die Frage, worin sein Beitrag bestand, wurde im Kern meist übergangen. Dantis wichtigster Beitrag dürfte in einer Verbildlichung des astronomischen Problems anzusehen sein. Indem er den Fehler auf der Meridianlinie vorführte, wurde die Varianz, die der julianische Kalender gegenüber der astronomisch korrekten Zeit in jenen Jahren aufwies, sichtbar und damit dingfest. Denn die große Herausforderung auf dem Weg zur Umsetzung einer Kalenderreform bestand im letzten Drittel des 16. Jahrhunderts darin, in der Öffentlichkeit die Akzeptanz für diese bevorstehende Korrektur der Zeitrechnung herzustellen.

### Dantis Wirken in der Sala dei palafrenieri im Apostolischen Palast
In der Einleitung zu Le due regole erwähnt Danti, dass die Idee zu den Veränderungen an der Sala dei palafrenieri im Apostolischen Palast unter Gregor XIII. von ihm stammt. Danti setzte dort den Fluchtpunkt der Scheinarchitektur neu. Diese Veränderung, die er gemeinsam mit den Gebrüdern Alberti vornahm, wurde notwendig, wie Weddigen vermutet, nachdem der Raum auf der Nordseite erweitert worden war. Aufgrund des veränderten Raumvolumens mussten die Fluchtpunkte auf den Wänden neu gesetzt werden. Zucchi hatte unter Dantis Aufsicht bei der Ausgestaltung dieses Raumes zwei der überlebensgroßen Figuren ausgeführt. Es handelte sich um die Allegorien Religio und Sobrieta. Der Vasari-Schüler Jacopo Zucchi hatte diese Figuren zwischen dem 2. Februar und dem 1. Juli 1583 gemalt. Wie aus dem oben erwähnten Vertragswerk hervorgeht, hätte Zucchi die Arbeiten in der Kirche Santo Spirito in Sassia abgeschlossen haben müssen, bevor er den Auftrag im Apostolischen Palast ausführte. Dem war aber nicht so. Die Arbeiten in der Sala dei palafrenieri wurden kurz vor Dantis Wahl zum Bischof von Alatri, die am 14. November 1583 erfolgte, ausgeführt. Zucchi führte folglich den Auftrag nicht innerhalb des ursprünglich vereinbarten Zeitraums aus. Diese Chronologie zeigt, dass das Projekt im Apostolischen Palast Priorität hatte.

### Dantis Meridian in der Torre dei Venti
Bei der Frage, wo Danti sonst noch als Bildautor fungierte, darf die Torre dei venti nicht vergessen werden. Danti selbst berichtet davon in seinem Anemographia-Manuskript, das sich in der Biblioteca Apostolica Vaticana befindet. Es ist dort nachzulesen, dass er zunächst von seinen Ideen und Ratschlägen zur Dekoration des Turmes berichten wolle, bevor er auf den Bau der vertikalen Version des Anemografen eingehen würde. Damit sollte die Bedeutung der eleganten Fresken, die er Niccolò Circignani (1517–1596) zuschrieb, besser verständlich werden.
Danti kann auch als Urheber einzelner Motive in der Terza Loggia betrachtet werden, insbesondere der Weltkarten in der nordwestlichen Ecke. Diese Zuschreibung ist nicht in Frage zu stellen, weil Danti davon auch in seinem Brief an Abraham Ortelius berichtet hat.
Die Ausführung der Weltkarte in der Terza Loggia erfolgte durch Antonio Vanosino, während Almagià Zuschreibung der Darstellung der Translation des Körpers des Hl. Gregors im Nordflügel der Terza Loggia noch zu verifizieren ist.

### Die Gallerie delle carte geografiche

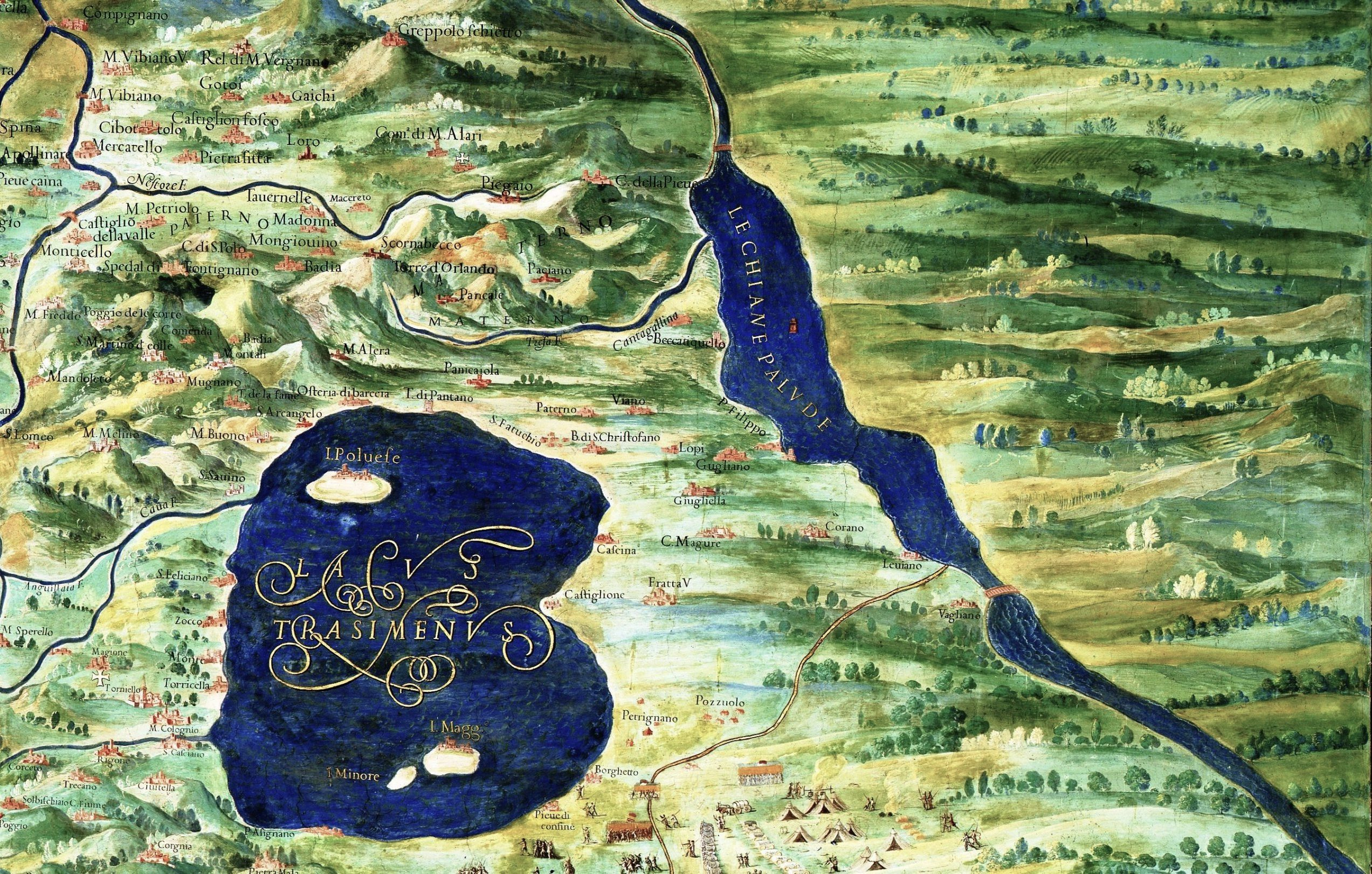
Aus Gallerie delle carte geografiche: Lago Trasimeno

Das wohl weitesthin wahrgenommene künstlerische Projekte, mit dem der Name Danti assoziiert wird, ist – neben der Guardaroba nuova im Palazzo Vecchio in Florenz – die Galleria delle carte geografiche im Vatikan, welche unter Papst Gregor XIII entstanden ist. Der Gang durch den ca. 120 Meter langen Raum entspricht einem Flug über den Apennin. Durch die Begehung der Galleria delle carte geografiche sollte beim Betrachter ein römisch-katholisches Weltbild entstehen, das auf der Konstantinischen Schenkung beruhte. Damit ist auf den territorialhegemonischen Anspruch des Auftraggebers verwiesen, der aus der gewählten Ikonografie hervorgeht.
Diese bildliche Repräsentation der Welt entspricht einem Konstrukt. Einerseits fand darin bewusst eine Distanzierung von der realen Landschaft statt, damit ein Überblick über die dargestellten Gebiete überhaupt möglich wurde; andererseits wurde versucht, durch das Heranzoomen von charakteristischen Landschaftsausprägungen Anschaulichkeit zu erzielen. Mit dieser Idee wurden auch winzige Veduten ins Gesamtgefüge integriert.

### Dantis Beitrag zur Ausgestaltung von Santo Spirito in Sasso
Seit Mitte der 1970er Jahre ist bekannt, dass Danti bei der Ausgestaltung der römischen Kirche Santo Spirito in Sasso unweit von San Pietro beteiligt war, die während des Sacco di Roma 1527 teilweise zerstört worden war und in der Folge neu aufgebaut und dekoriert wurde. Dies geht aus einem Vertrag hervor, der sich heute im Römer Staatsarchiv befindet und dem sich Pillsbury eingehend gewidmet hat. Der Vertrag ist datiert auf den 24. Juni 1582. Darin wurden die Art und Weise der Bemalung der Tribuna sowie der Flächen über den Bögen des Langhauses und die entsprechenden Termine der Ausführung geregelt. In diesem überlieferten Vertrag wird eine Kohlezeichnung erwähnt (desegno facto di tavole et carbone), und Zucchi wurde angewiesen, Egnazio Danti allfällige Veränderungen am Gestaltungsplan mitzuteilen. Danti agierte bei diesem Bauprojekt unter Anweisung von Teseo Aldrovandi, dem Bruder von Ulisse Aldrovandi. Dieser war in den Jahren von 1575 bis 1582 Verwalter von Santo Spirito in Sassia. Auf diesen folgte Giovanni Battista Ruini, der in der Inschrift über dem Altar neben der Jahreszahl der Vollendung des Chors (1583) genannt wird. Neben Zucchi und seinem Bruder Francesco, der diesen bei der Ausführung insbesondere floraler Elemente, d. h. Girlanden usw., unterstützte, waren auch Livio Agresti (1505/08–ca. 1579/80), Cesare Nebbia (ca. 1536–ca. 1614) und Giuseppe Valeriani (1542–1606) an der Umsetzung beteiligt. Letztere wurden mit der Ausmalung von Seitenkapellen betraut. Herauszuheben am oben genannten Abkommen mit Zucchi ist, dass es Aufschluss über die Verantwortlichkeiten gibt. Egnazio Danti war der künstlerische Leiter des Unternehmens, sodass sich vermuten lässt, Danti könnte als Autor auch hinter dem Kompositionsschema gestanden haben; es ist wahrscheinlich, dass er seine Vorstellungen in Zeichnungen konkretisiert hat. Über den Verbleib dieser Zeichnungen ist bislang nichts bekannt.

## Die letzten Jahre in Alatri
Drei Jahre vor seinem Tod wurde er 1583 von Gregor XIII. zum Bischof des Bistums Alatri (Latium) bestimmt. Wie Danti dazu stand, dürfte sich aus einem Manuskript erschließen, das sich gemäß Capone im Archiv des Benediktinerinnenklosters Santissima Annunziata befindet, dessen Auf- und Ausbau Danti gefördert hatte. In diesem Manuskript kommt zum Ausdruck, dass er sich zwar dem päpstlichen Willen gefügt, diese vermeintliche Beförderung jedoch keineswegs begrüßt habe. Seine Weihung zum Bischof fand schließlich am 4. November 1583 statt. Sein Vorgänger, Pietro Franchi Giannuzzi, der dem Bis-tum seit 1574 vorgestanden hatte, war kurz zuvor verstorben. In Alatri suchte Danti nach den sterblichen Überresten von Papst Sixtus I., die er schließlich 1584 unter dem Altar der Bischofskirche fand. Im selben Jahr präsidierte Egnazio Danti die Synode von Alatri; daraus resultierten die Constitutioni fatte nella sinodo diocesana di Alatri, das Gesetzeswerk der Diözese, das 1585 bei Vincenzo Accolti in Rom gedruckt wurde. Danti starb am 19. Oktober 1586 in Alatri, kurz nach seiner Rückkehr aus Rom, wo er der Versetzung des Obelisken von St. Peter beigewohnt hatte.

## Danti als Herausgeber (antiker) Schriften
In seinem kurzen Leben hat Danti eine Reihe antiker Schriften übersetzt, kommentiert und herausgegeben. Die Publikation, die historisch wie geografisch die größte Beachtung fand, ist Dantis Kommentar zum Manuskript von Vignola. Sie erschien zehn Jahre nach Vignolas Tod 1583 unter dem Titel „Le due regole della prospettiva“. Dieser Kommentar erfuhr zahlreiche Neuauflagen. Neben dieser bedeutenden Schrift war Danti Herausgeber von „La sfera del Giovanni Sacrobosco“, einem Werk, das sein Großvater Piervincenzo Danti übersetzt hatte, zu Lebzeiten aber nicht publizieren konnte. Weiter hat Egnazio Danti „La sfera di Proclo Liceo“, La prospettiua di Euclide und den „Trattato del radio latino“ herausgegeben. Eigens verfasste der Dominikaner „La sfera del mondo ridotta in cinque tavole“ und „Le scienze matematiche“. Aus seiner Feder stammten auch folgende Publikationen: „Trattato dell’uso et della fabbrica dell’astrolabio“, „La sfera del mondo ridotta in cinque tavole“, „Anemographia“, „Trattato dell’uso e fabbrica dell’astrolabio“, „Usus et tractatio gnomonis magni“ „Trattato del radio latino“ (Danti 1583; Danti 1586). Die erwähnten Textwerke sind von der neueren Kunst- und Wissenschaftsgeschichte noch kaum in Betracht gezogen worden und liegen daher mit zwei Ausnahmen nur im Original und somit unkommentiert vor. Eine Ausnahme bildet „Le due regole“. Dieses Werk wurde 2003 von Pascal Dubourg Glatigny ins Französische übersetzt, kommentiert und inklusive einem Faksimiledruck neu herausgegeben. Die zweite Ausnahme bildet der in lateinischer Sprache abgefasste Text „Anemographia“, der von Amanda Collins transkribiert und ins Englische übersetzt wurde.

## Dantis Korrespondenz
Ein Konvolut von Briefen Dantis liegt seit 2011 transkribiert und editiert vor.  Darin nicht erwähnt wird aber z. B. ein Brief von Fra Alphonsus Indiano Domenicano an Egnazio Danti vom 1. August 1581 (vgl. Marcel Henry 2012, Transkription auf S. 194), worin sich dieser – wohl aus dem Dominikanerkloster Madonna della Quercia bei Viterbo – bei Danti für geleistete Dienste bedankt. Noch kaum aufgearbeitet sind Dantis Bemühungen im Bereich des Festungsbaus. Baccini publizierte 1888 unter dem Titel „Sopra le fortezze e lor situazioni“ ein bis dahin nicht veröffentlichtes Manuskript, das in der Biblioteca Riccardiana in Florenz aufbewahrt wird. Es gibt Aufschluss über Dantis Gedankengut zur architektonischen Gestaltung militärischer Infrastrukturen.

## Bibliographie

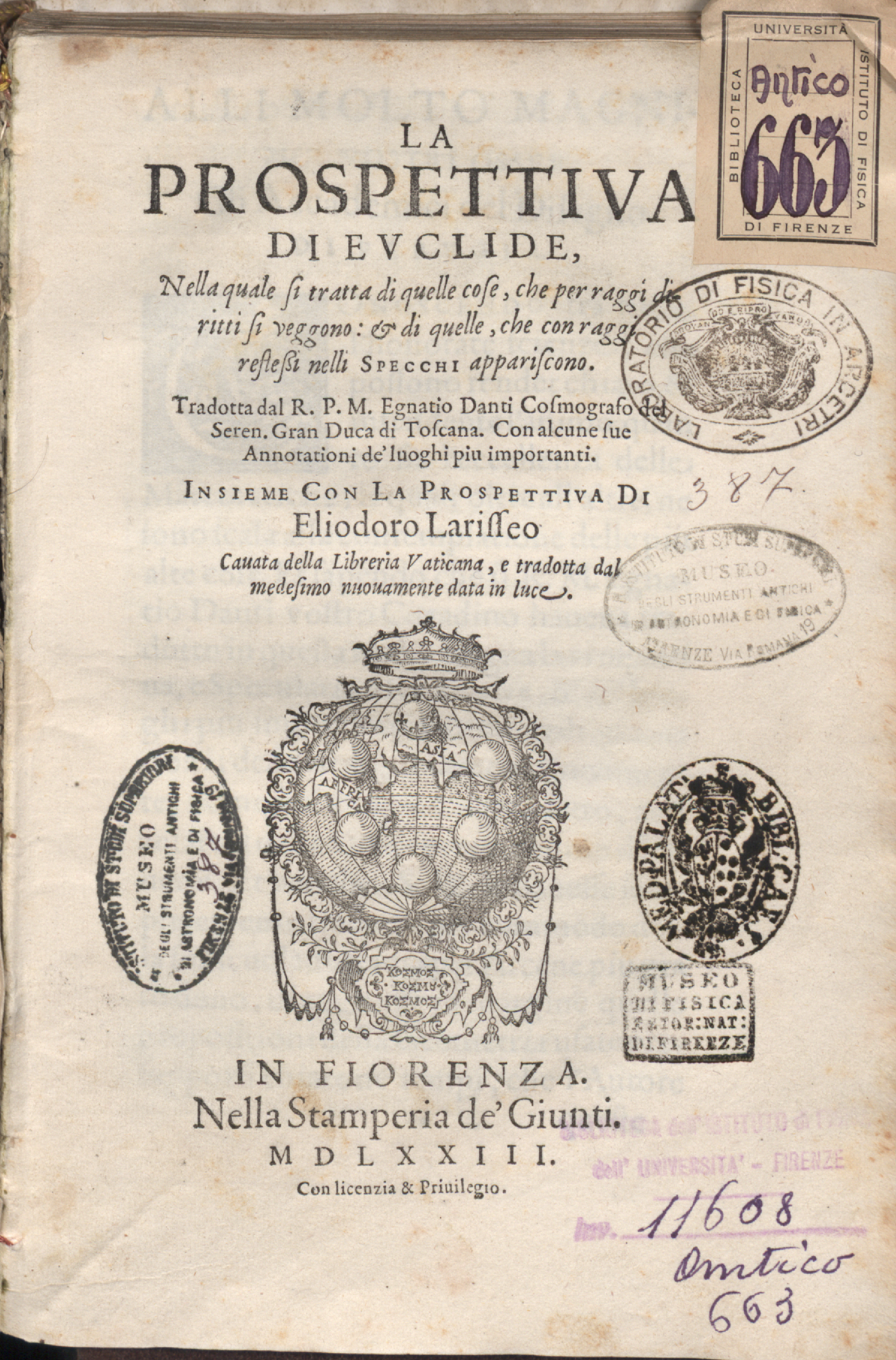
Euclides, Optica, tradotta dal R.P.M. Egnatio Danti

- Egnatio Danti: Les deux règles de la perspective pratique de Vignole. 1583 (kommentierte Übersetzung), Pascal Dubourg Glatigny, Paris, 2003, ISBN 2-271-06105-9.
- Marcel Henry: Egnazio Danti und die Darstellungsprobleme der Wissenschaft zur Zeit der Konfessionalisierung Dissertation: Universität Zürich, 2012